# اوربریج
اوربریج (انگلیسی: Everbridge) شرکت فناوری اطلاعات آمریکایی است.